# خالد اوزغور
خالد أوزغور ساري (ولد في 4 أكتوبر 1993[هل المصدر موثوق به؟]) هو ممثل وعارض أزياء تركي. اشتهر بدوره يمان في المسلسل التلفزيوني المتوحش (مسلسل) (2023 إلى الوقت الحاضر). وهو معروف أيضًا بدوره قادر إرين في مسلسل إخوتي (مسلسل تلفزيوني) (2021).

## الحياة الشخصية
ولد خالد أوزغور ساري عام 1993 في إسطنبول، وقال في مقابلة  أنه من أصل عربي من جهة والدته، وجده من أصل عربي هاجر من حلب. تخرج في جامعة إسطنبول بيلجي، قسم الاقتصاد. بعد تخرجه من المدرسة الثانوية، عمل خالد عارضًا للأزياء في سنوات دراسته الثانوية والجامعية وأصبح وجهًا للعديد من العلامات التجارية. كما تعلم التمثيل من الممثلة التركية إسراء كيزيلدوغان في استوديو التمثيل الأساسي والمتقدم خلال هذه السنوات أمام الكاميرا بمساعدة إنجيناي كانات.
ساري هو من أشد المعجبين بنادي كرة القدم، نادي فنار باغجه، كما ذكر عن أنه كان يحلم بأن يكون رائد فضاء عندما كان صغيرًا. ويقول أيضًا إنه ينام كثيرًا ولا يستيقظ إلا عندما يُطلب منه ذلك ولكنه لا يتأخر أبدًا عن أي شيء. يتابعه أكثر من 3 ملايين شخص على إنستغرام.

## المهنة
في عام 2018، بدأ خالد مسيرته الفنية في المسلسل التلفزيوني قيامة أرطغرل (مسلسل)، الذي عُرض في تي أر تي 1 created by محمد بوزداغ, بدور "سليمان ألب" ابن سيلجان خاتون. عام 2020، لعب دور "عارف" في مسلسل نتفليكس المحافظ (مسلسل 2018)، ثمّ شارك في مسلسل "البطل" (Şampiyon) بدور كريم وهو الدور الذي اشتهر به في الغالب، وقد بث في قناة TRT1. كما لعب دور مدير العيادة مراد في المسلسل التلفزيوني "الغرفة الحمراء" الذي بث على قناة تي في 8. ومن المعروف عنه ظهوره في مشاريع كبيرة في فترة قصيرة من الزمن.

## الأعمال
| السينما   | السينما                                        | السينما                  |
| سنة العمل | عنوان العمل                                    | الدور                    |
| --------- | ---------------------------------------------- | ------------------------ |
| 2021      | Geçen Yaz                                      | بوراك                    |
| 2022      | Private Lesson                                 | بوراك                    |
| التلفزيون |                                                |                          |
| 2018–2019 | قيامة أرطغرل (مسلسل)                           | سليمان ألب               |
| 2019–2020 | Şampiyon (Turkish TV series) [Şampiyon (dizi)] | كريم                     |
| 2020      | المحافظ (مسلسل 2018)                           | عارف                     |
| 2020      | Kırmızı Oda [الإنجليزية]                       | مدير العيادة مراد        |
| 2021      | إخوتي (مسلسل تلفزيوني)                         | قادر إيرن                |
| 2022      | Gizli Saklı                                    | بامير أولاش/ليفينت غونيش |
| 2023–     | المتوحش (مسلسل)                                | يمان                     |